# Konsulat RP w Olsztynie
Konsulat RP w Olsztynie (niem. Polnisches Konsulat in Allenstein) – polska placówka konsularna działająca w okresie międzywojennym w Olsztynie (wówczas niem. Allenstein).

## Historia
Urząd konsularny w randze konsulatu generalnego powołany 10 lutego 1920 celem reprezentowania spraw polskich w Prusach Wschodnich (Ostpreußen). W okresie plebiscytowym konsulat (podobnie do konsulatów w Kwidzynie i Opolu) miał większe kompetencje niż konsulaty innych miast reprezentujących interesy Rzeczypospolitej. Po zakończeniu plebiscytu ranga przedstawicielstwa została zmniejszona do agencji konsularnej, której status podniesiono 15 maja 1923 do wicekonsulatu, a od 1928 do konsulatu. Konsulat został zajęty 1 września 1939 przez Niemców, którzy aresztowali kierownika konsulatu (w randze konsula) Bohdana Jałowieckiego (formalnym konsulem był konsul generalny RP w Królewcu Jerzy Warchałowski). 
Początkowo, od 1920, konsulat mieścił się w budynku delegatury Warmińskiego Komitetu Plebiscytowego, przy Bahnhofstraße 1 (1920-1923, obecnie ul. Partyzantów), następnie przy Kaiserstraße 26 (1923–1925, obecnie ul. Dąbrowszczaków 25), oraz Kaiserstraße 28 (1925-1928, obecnie ul. Dąbrowszczaków 28, hotel „Dyplomat”). W 1928 jego siedzibą stała się secesyjna kamienica z 1910 przy Friedrich-Wilhelm-Platz 5 (1928-1939, obecnie plac Konsulatu Polskiego 5). Na I piętrze znajdowały się biura, na II - gabinet konsula i mieszkania. 
Po II wojnie światowej w budynku mieścił się Komitet Wojewódzki PPR (1945-1948, wówczas plac Nowotki 5). Obecnie siedzibę mają tam Towarzystwo Miłośników Olsztyna (TMO) oraz firmy usługowe. W 2001 roku przed dawną siedzibą konsulatu odsłonięto Kolumnę Orła Białego i utworzono tam miejsce rocznicowych i patriotycznych uroczystości. W 2010 nastąpiła rewitalizacja placu Konsulatu Polskiego (w 90. rocznicę plebiscytu).

## Kierownicy konsulatu
- 1920 – dr Zenon Lewandowski, konsul generalny
- 1920 – ks. Henryk Woroniecki, konsul generalny
- 1920 – Czesław Andrycz, konsul generalny
- 1920 - ks. Henryk Woroniecki, konsul generalny
- 1920–1921 – Józef Gieburowski, urzędnik/sekr. konsularny, kierownik agencji
- 1922–1924 - Karol Ripa, wicekonsul, kierownik agencji
- 1924–1928 - dr Filip Zawada, wicekonsul/konsul, kierownik konsulatu
- 1929–1934 - Józef Gieburowski, konsul
- 1934–1936 - Antoni Andrzej Zalewski, wicekonsul/konsul
- 1936–1939 - rtm. Bohdan Jałowiecki, konsul[6]